# Jean-Luc Godard
Jean-Luc Godard (París, 3 de diciembre de 1930-Rolle, Suiza, 13 de septiembre de 2022) fue un director de cine franco-suizo, uno de los miembros más influyentes de la nouvelle vague, a la vez caracterizado por su acidez crítica y por la poesía de sus imágenes. Cultivó un cine creador, vanguardista, pero accesible en su conjunto; fue experimental respecto al montaje considerado clásico.
Dirigió un total de 131 obras, incluyendo documentales, videoclips, series de televisión, largometrajes o cortometrajes. Algunas de las más destacadas incluyen Vivre sa Vie (1962), À bout de souffle (1960) o Bande à part (1964). Obtuvo 76 nominaciones y 51 galardones, incluyendo el Premio Óscar honorífico (2011).

## Biografía

### Primeros años
Hijo de un médico y nieto por parte de madre de banqueros suizos, vivió sus primeros años en este país, para trasladarse a París durante su adolescencia, donde estudió etnología en la Sorbona. En esta época comienza a descubrir su gran pasión por el cine, frecuentó de continuo la Cinemateca Francesa y los cineclubes parisinos. En 1950 empezó a trabajar como crítico cinematográfico en varias revistas, entre ellas Cahiers du Cinéma, en las que utilizaba el seudónimo de Hans Lucas. En esta publicación coincidió con la plana mayor de la nouvelle vague, es decir, con François Truffaut, Éric Rohmer, Claude Chabrol y Jacques Rivette.
Al morir su madre en 1954, se trasladó de nuevo a Suiza, donde trabajó como albañil, hecho que sirvió como argumento a su primer documental, Operation Béton. Al regresar a París, mientras seguía trabajando en Cahiers du Cinéma, rodó los cortometrajes Une femme coquette (1955) y Tous les garçons s'appellent Patrick (1957).

## Carrera

### La época dorada de la Nouvelle vague
En el verano de 1959 comenzó el rodaje de su primer largometraje, À bout de souffle, sobre un guion de François Truffaut —de quien fue por esos años muy amigo— y con la colaboración de Claude Chabrol. La película, protagonizada por Jean-Paul Belmondo y Jean Seberg, supuso una revolución en la manera de filmar al utilizar técnicas hasta entonces poco ortodoxas, como rodar cámara en mano, utilizar el estilo documental o saltar de un plano a otro. A pesar de no lograr ningún premio en el Festival de Cannes, ganó el Oso de Plata en el Festival de Berlín, así como el Premio Jean Vigo.
En 1960 dirigió su segundo largo, El soldadito, que estuvo prohibido en Francia durante tres años. Este filme estuvo protagonizado por Anna Karina, actriz con quien se casó un año más tarde y que protagonizó varios de sus proyectos posteriores.
Durante los siguientes años, Godard colaboró con otros integrantes de la Nouvelle vague como actor, codirector o productor, a la vez que dirigió películas enormemente influyentes que fueron aclamadas por la crítica cinematográfica como Banda aparte o Pierrot el loco. Algunos de los premios que cosechó en esta época fueron el premio especial del jurado y el de la crítica de la Mostra de Venecia por Vivir su vida, su segundo Oso de Oro por Alphaville, y un nuevo premio especial del jurado en la Mostra por La Chinoise.
A partir de Made in USA, el cine de Godard, ya antes caracterizado por el radicalismo formal, incorporó un progresivo radicalismo político que cristalizó en dos largometrajes, La Chinoise y Week End, preludio de su incorporación al movimiento maoísta.

### Etapa política
Tras el estreno de Week End en 1967, y después de divorciarse de Anna Karina y casarse con la entonces estudiante Anne Wiazemsky, Godard decidió poner su cine al servicio del movimiento revolucionario que eclosionaba con el Mayo francés y, adherido a la ideología maoísta, abandonó sus métodos de trabajo anteriores.
En mayo de 1968, el Festival de Cannes fue suspendido por la interrupción de las proyecciones que hicieron Godard, François Truffaut, Polanski y otros cineastas, en apoyo y solidaridad al movimiento estudiantil y obrero del Mayo francés. Ese año también dirigió One plus One, más tarde titulado Sympathy for the Devil, un documental que no solo muestra cómo los Rolling Stones van dando forma a esta canción paso a paso, sino que también es un relato simultáneo de dos o tres discursos políticos y estéticos revolucionarios.
Con el fin de diluir la propia autoría en un colectivo cinematográfico militante, creó el Grupo Dziga Vertov, como homenaje al cineasta soviético Dziga Vértov junto al estudiante de Filosofía Jean-Pierre Gorin, la actriz Juliet Berto y la propia Wiazemsky, entre otros, y muchos de sus filmes, que comenzó a rodar en 16 mm, se nutrirían de influencias del cine de propaganda soviético. En sus propias palabras, eran «películas revolucionarias para audiencias revolucionarias» y se caracterizaron por una gran desconfianza en las imágenes «bellas», en beneficio de un sonido por veces hipertrofiado, y por un discurso netamente marxista, abandonando las historias de ficción para mostrar ensayos fílmicos de gran radicalidad.

### Las décadas de 1970 y 1980
Sin disolver el Grupo Dziga Vertov, y todavía comprometido con la militancia revolucionaria, probó a dirigir filmes de ficción convencional que ejemplificasen las teorías maoístas dirigiéndose a un público más amplio. Como primera pieza de este proyecto, y codirigiendo con Jean-Pierre Gorin, estrenó en 1972 el largometraje Todo va bien, protagonizado por Yves Montand y Jane Fonda. Sin embargo, y a pesar de que tanto Godard como Gorin habían planeado fundar la productora Todo Va Bastante Bien con la cual dirigir nuevos proyectos de corte marxista, unos meses después hicieron una severa autocrítica de los presupuestos teóricos bajo los que se había rodado Todo va bien en el documental Carta a Jane, tras el cual el Grupo Dziga Vertov se disolvió definitivamente.
Godard, ya separado de Anne Wiazemsky, rechazó toda su etapa maoísta en el documental Aquí y en otro lugar, estrenado en 1976 y codirigido con Anne-Marie Mieville.
En la década de 1980 volvería al cine convencional de 35 mm y rodaría películas polémicas como Yo te saludo, María, en paralelo con Anne-Marie Mieville. A finales de la década comenzó a trabajar en una serie documental titulada Histoire(s) du cinéma, en la que daría su particular visión sobre la historia del cine y que Canal Plus francés emitió en el año 2000. Es una obra conceptual, llena de imágenes superpuestas y textos, de polémicas y de poesía, que se prolonga en la década siguiente.

### Últimas películas
Además, rodó Allemagne 90 neuf zéro (1991) y Les Enfants jouent à la Russie (1993), sobre esos años críticos. E hizo Hélas pour moi (1993) filme que se inspira en la leyenda de Alcmena y Anfitrión, perteneciente a la mitología griega, que fue llevada al teatro por Plauto, Molière, Kleist y Giraudoux; quiso mostrar el deseo encarnado en el hombre; y utilizó asimismo ideas de Leopardi sobre el amor. Hizo más tarde, un retrato de sí mismo en JLG/JLG - autoportrait de décembre (1995), y una película For Ever Mozart (1996), en la que está presente la música del título.
Después realizó Nuestra música (2004), y tras unos cortos, en 2010, Film Socialisme.
En 2012, la productora Wild Bunch anunció un nuevo filme de Godard, Adieu au Language, rodado en 3D por su director de fotografía, Fabrice Aragno. En el 2018 presentó en Competencia Oficial del Festival de Cannes la película Le livre d'image.

## Fallecimiento
El 13 de septiembre de 2022, Jean-Luc Godard falleció por suicidio asistido, rodeado de sus allegados en Rolle (Suiza).

## Premios y reconocimientos
Premios Óscar
| Año  | Categoría        | Resultado |
| ---- | ---------------- | --------- |
| 2011 | Óscar honorífico | Ganador   |

Festival Internacional de Cine de Cannes
| Año  | Categoría             | Película                 | Resultado |
| ---- | --------------------- | ------------------------ | --------- |
| 2014 | Premio del Jurado     | Adiós al lenguaje        | Ganador   |
| 2018 | Palma de Oro especial | El libro de las imágenes | Ganador   |

Festival Internacional de Cine de Venecia
| Año  | Categoría                                         | Película                     | Resultado |
| ---- | ------------------------------------------------- | ---------------------------- | --------- |
| 1962 | Premio especial del jurado                        | Vivir su vida                | Ganador   |
| 1962 | Premio Pasinetti                                  | Vivir su vida                | Ganador   |
| 1967 | Premio especial del jurado                        | La Chinoise                  | Ganador   |
| 1982 | León de Oro a la trayectoria                      | -                            | Ganador   |
| 1983 | León de Oro                                       | Nombre: Carmen               | Ganador   |
| 1983 | Premio técnico                                    | Nombre: Carmen               | Ganador   |
| 1991 | Medalla de oro del Presidente del Senado italiano | Allemagne année 90 neuf zéro | Ganador   |

Festival Internacional de Cine de Berlín
| Año  | Categoría                                      | Película                | Resultado |
| ---- | ---------------------------------------------- | ----------------------- | --------- |
| 1960 | Oso de Plata                                   | Al final de la escapada | Ganador   |
| 1961 | Oso de Plata. Premio extraordinario del jurado | Una mujer es una mujer  | Ganador   |
| 1965 | Oso de Oro                                     | Alphaville              | Ganador   |
| 1966 | Premio a la juventud                           | Masculino, femenino     | Ganador   |
| 1966 | Premio Interfilm – Mención especial            | Masculino, femenino     | Ganador   |

Premio Jean Vigo
| Año  | Categoría                 | Película          | Resultado |
| ---- | ------------------------- | ----------------- | --------- |
| 1960 | Jean Vigo de largometraje | À bout de souffle | Ganador   |

- 1995 - Premio Theodor W. Adorno (Theodor W. Adorno Preis) de la ciudad de Fráncfort del Meno (Alemania)
- 2010 - La Academia de Hollywood le concedió el Óscar honorífico.[26]

## Filmografía
| - Opération béton, (cortometraje, 1954) - Une femme coquette, (cortometraje, 1955) - Charlotte y Véronique, Charlotte et Véronique, ou Tous les garçons s'appellent Patrick (cortometraje, 1959) - Sin aliento / Al final de la escapada, À bout de souffle, (1960) - Charlotte et son Jules, (cortometraje, 1960) - Una mujer es una mujer (Une femme est une femme), (1961) - Une histoire d'eau, (cortometraje, 1961) - Vivir su vida, Vivre sa vie: Film en 12 tableaux, (1962) - Los siete pecados capitales, Les Sept péchés capitaux (1962) (segmento La Paresse) - El desprecio, Le mépris, (1963) - Los carabineros, Les carabiniers, (1963) - RoGoPaG, (episodio Il nuovo mondo, 1963) - El pequeño soldado, Le petit soldat, (1963) - Una mujer casada, Une femme mariée: Suite de fragments d'un film tourné en 1964, (1964) - Las estafas más famosas del mundo, Les plus belles escroqueries du monde (episodio Le grand escroc, 1964) - Banda aparte, Bande à part, (1964) - Reportage sur Orly, (documental, 1964) - Pierrot el loco, Pierrot le Fou, (1965) - París visto por..., Paris vu par..., (episodio Montparnasse-Levallois, 1965) - Lemmy contra Alphaville / Alphaville, Alphaville, une étrange aventure de Lemmy Caution, (1965) - Made in USA, (1966) - Masculino, femenino, Masculin, féminin: 15 faits précis, (1966) - Week-end, (1967) - Loin du Vietnam, (episodio Caméra-oeil, 1967) - La Chinoise, (1967) - Le plus vieux métier du monde, (episodio Anticipation, ou l'amour en l'an 2000, 1967) - Dos o tres cosas que yo sé de ella, Deux ou trois choses que je sais d'elle, (1967) - Sympathy for the devil, (1968) - Cinétracts (1968) - Un film comme les autres, (1968) - La gaya ciencia, Le Gai Savoir, (1969) - Amor y rabia, Amore e rabbia, (episodio L'amour, 1969) - Le vent d'est, (1970) - British sounds, (1970) - Pravda, (1970) - Vladimir et Rosa, (1970) - Lotte in Italia, (1971) - Letter to Jane, (1972) - Todo va bien, Tout va bien, (1972) - One P.M., (1972) - Numéro deux, (1975) - Ici et ailleurs, (1976) - Six fois deux/Sur et sous la communication, (1976) (miniserie) (TV) - France tour détour deux enfants, (1977) (miniserie) (TV) - Comment ça va, (1978) | - Guion de Sauve qui peut la vie, (1979) - Salve quien pueda (la vida), Sauve qui peut (la vie), (1980) - Carta a Freddy Buache, Lettre à Freddy Buache, (1981) - Pasión, (1982) - Carmen, pasión y muerte, Prénom Carmen (1983) - Série noire, (1984) TV Series - Detective, Détective, (1985) - Yo te saludo, María, Je vous salue, Marie (1985) - Grandeur et décadence (1986) (TV) - Meetin' WA, (1986) - Soft and Hard, (1986) - Soigne ta droite (1987) (figura como Monsieur Godard) - Aria/Un sketch, (episodio Armide, 1987) - El rey Lear, King Lear, (1987) - Les Français vus par (1988) (mini) TV Series (segmento Le dernier mot) - On s'est tous défilé (1988) - Puissance de la parole (1988) - Histoire(s) du cinéma: Toutes les histoires (1989) (V) - Histoire(s) du cinéma: Une histoire seule (1989) (V) - Le Rapport Darty (1989) - Nueva ola, Nouvelle vague (1990) - Comment vont les enfants (episodio L'enfance de l'art, 1990) - Allemagne 90 neuf zéro (1991) - Contre l'oubli, (episodio "Pour Thomas Wainggai, Indonésie", 1991) - Peor para mí, Hélas pour moi, (1993) - Les Enfants jouent à la Russie (1993) - JLG: Autorretrato de diciembre, JLG / JLG: Autoportrait de décembre (1995) - Deux fois cinquante ans de cinéma français (1995) - For ever Mozart, (1996) - Histoire(s) du cinéma: Fatale beauté (1997) (V) - Histoire(s) du cinéma: Seul le cinéma (1997) (V) - Histoire(s) du cinéma: La monnaie de l'absolu (1998) (V) - Histoire(s) du cinéma: Le contrôle de l'univers (1998) (V) - Histoire(s) du cinéma: Les signes parmi nous (1998) (V) - Histoire(s) du cinéma: Une vague nouvelle (1998) (V) - The Old Place (1998) - De l'origine du XXIème siècle (cortometraje documenta, 2000) - Elogio del amor, Éloge de l'amour, (2001) - Ten minutes older: The cello (episodio "Dans le noir du temps", 2002) - Liberté et patrie, (2002) (V) - Moments choisis des histoire(s) du cinéma, (2004, documental) - Nuestra música, Notre musique, (2004) - Vrai faux passeport, (2006, cortometraje) - Une catastrophe, (2008, cortometraje) - Film Socialisme, (2010) - 3X3D, (2014) - Adieu au language, (2014) - Los puentes de Sarajevo, Les Ponts de Sarajevo (2014) - Le Livre d'image, (2018) |

### De Godard
- Cinco guiones, Alianza, 1973, ISBN 84-206-1459-9
- Jean-Luc Godard por Jean-Luc Godard, Barral, 1971, ISBN 84-211-0213-3, artículos y entrevistas
- Introducción a una verdadera historia del cine, Alphaville, 1980, ISBN 84-85865-00-6
- Archéologie du cinéma, Farrago, 2000, diálogo con Y. Ishaghpour, ISBN 2-84490-049-6
- La Nouvelle Vague, Paidós, 2004 (or. 1999), junto con Chabrol, Truffaut y Rohmer.
- Jean-Luc Godard: pensar entre imágenes: conversaciones, entrevistas, presentaciones y otros fragmentos, Intermedio, 2010, ISBN 978-84-614-1547-2.

### Sobre Godard
- R. Gubern, Godard polémico, Tusquets, 1969
- J. Mandelbaum, Jean-Luc Godard, El País / Cahiers, 2008
- VV. AA., Jean-Luc Godard, documents, Pompidou, 2006
- J.F. Nemer, Jean-Luc Godard, Gallimard, 2006
- Anne Wiazemsky, Une année studieuse, 2012. Tr.: Un año ajetreado, Anagrama, 2013, ISBN 978-84-339-7857-8
- AAVV: Cuando las peliculas votan, Los Libros de la Catarata, 2013, ISBN 978-84-8319-831-5